# Willard (Missouri)
Willard és una població dels Estats Units a l'estat de Missouri. Segons el cens del 2000 tenia 3.193 habitants.

## Demografia
Segons el cens del 2000, Willard tenia 3.193 habitants, 1.154 habitatges, i 909 famílies. La densitat de població era de 222,1 habitants per km².
Dels 1.154 habitatges en un 45,7% hi vivien nens de menys de 18 anys, en un 64,8% hi vivien parelles casades, en un 11,3% dones solteres, i en un 21,2% no eren unitats familiars. En el 18,7% dels habitatges hi vivien persones soles el 9,8% de les quals corresponia a persones de 65 anys o més que vivien soles. El nombre mitjà de persones vivint en cada habitatge era de 2,76 i el nombre mitjà de persones que vivien en cada família era de 3,14.
Per edats la població es repartia de la següent manera: un 32,5% tenia menys de 18 anys, un 7,5% entre 18 i 24, un 33% entre 25 i 44, un 17% de 45 a 60 i un 10,1% 65 anys o més.
L'edat mediana era de 32 anys. Per cada 100 dones de 18 o més anys hi havia 86,5 homes.
La renda mediana per habitatge era de 39.565 $ i la renda mediana per família de 43.646 $. Els homes tenien una renda mediana de 29.420 $ mentre que les dones 20.370 $. La renda per capita de la població era de 15.253 $. Entorn del 9,3% de les famílies i el 9,6% de la població estaven per davall del llindar de pobresa.

## Poblacions més properes
El següent diagrama mostra les poblacions més properes.